# Fränkischer Grenzbote

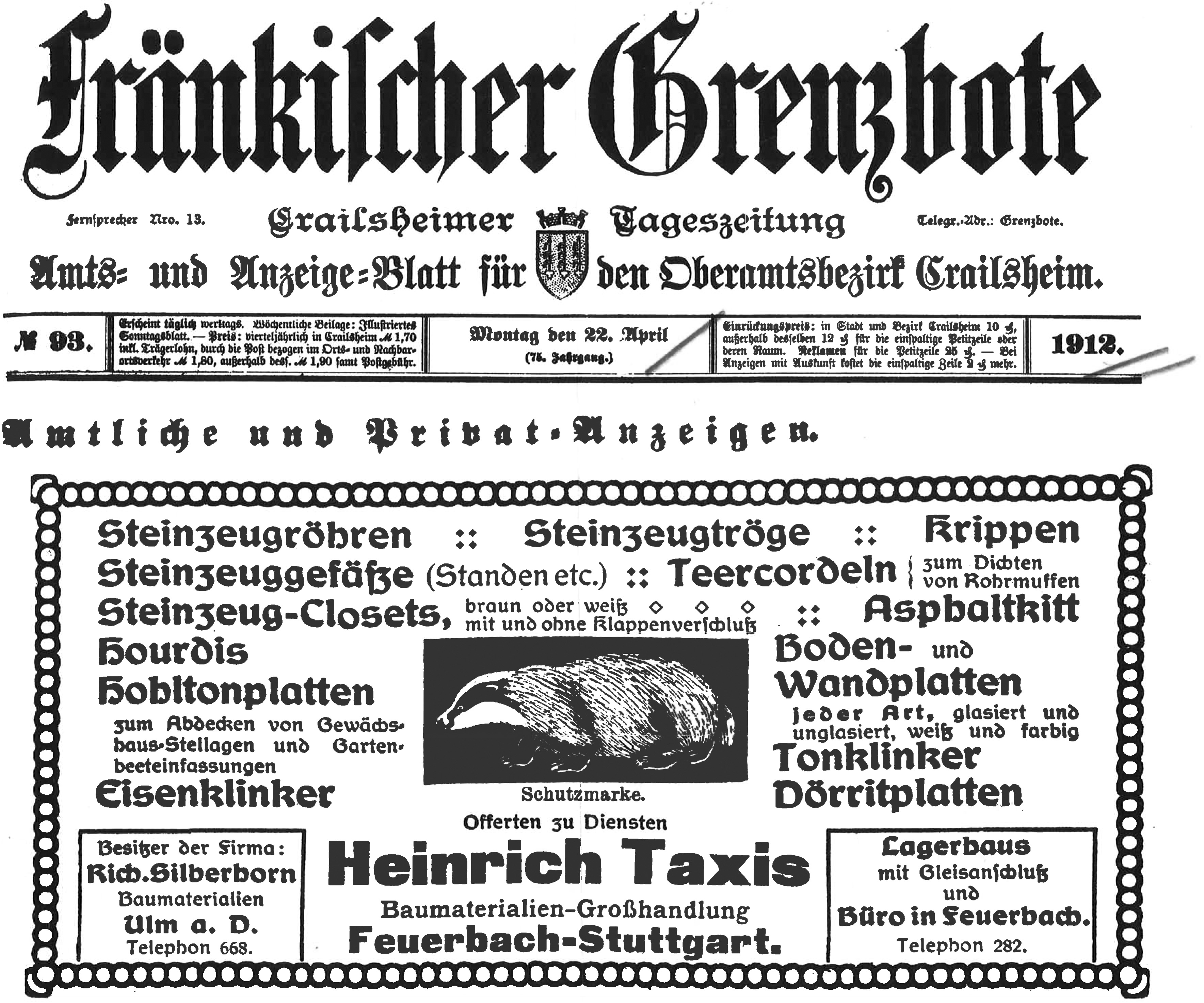
Titelseite vom 22. April 1912, Untertitel: Crailsheimer Tageszeitung

Fränkischer Grenzbote hieß eine Tageszeitung, die ab 1872 in Crailsheim erschien. Sie ging aus dem 1838 gegründeten Amts- und Intelligenzblatt für das Oberamt Crailsheim und die Umgebung hervor. 
Im Jahr 1882 wurde der Kaufmann und Buchdrucker August Richter (1855–1922) aus Stimpfach Besitzer der Druckerei und des Zeitungsverlags, im Jahr 1921 übernahm sein Sohn Alfons (1889–1959) die Verlagsleitung.
Im Jahr 1941 musste auf Druck der Nationalsozialisten der Titel in Hohenloher Zeitung geändert werden. Der Redakteur wurde von den Nationalsozialisten eingesetzt. Richter war nur noch der Drucker.
Am 20./21. April 1945 ging die Druckerei in der Langestraße in Flammen auf.